# 田中直子
田中 直子（たなか なおこ、1950年5月27日 - ）は、日本のヴァイオリニスト。

## 経歴
東京都出身。4歳からヴァイオリンを始める。
小学2年生のとき桐朋学園大学音楽学部附属子供のための音楽教室に入室。
その後、桐朋女子高等学校音楽科に入学、前橋汀子、齋藤秀雄に師事。
桐朋学園大学音楽学部在学中の、1972年にジュリアード音楽院へ留学し、ドロシー・ディレイに師事。その後、長期にわたりディレイの助手を務める。
ジュリアード音楽院在籍中の1972年にオルフェウス室内管弦楽団の創設に携わったほか、1974年にはセントルークス管弦楽団の創設にも参加し、両団体のコンサートマスターとなる。
そのほか、水戸室内管弦楽団、サイトウ・キネン・オーケストラ、ニューヨーク・フィロムジカ、シアター・チェンバー・プレイヤーズのメンバーとして、ニューヨークを中心に室内楽・ソロにおいて幅広い活動をしている。また、後進の育成にも熱心で、ジュリアード音楽院の他にも、ニューヨーク大学、ニューヨーク市立ブルックリン音楽院、シンシナティ音楽院でも教えている。
現在ベルリン・フィルハーモニー管弦楽団でコンサートマスターを務める樫本大進は弟子にあたる。ジュリアード音楽院プレカレッジにて、当時7歳だった樫本を教えていた。